# MS Reduta Ordona
MS Reduta Ordona – polski masowiec zwodowany w Stoczni Szczecińskiej im. Adolfa Warskiego w 1977 jako MS Feliks Dzierżyński dla Polskiej Żeglugi Morskiej. Od 1989 MS Reduta Ordona. Od 2001 pod banderą maltańską, sprzedany na złom do Indii w 2006.
Matką chrzestną została Anna Kowalska, nauczycielka ze Śliwna pod Poznaniem, której mama Władysława Tumiłowicz była córką Mieczysława Dzierżyńskiego, brata Feliksa.